# Edifício Prometheus

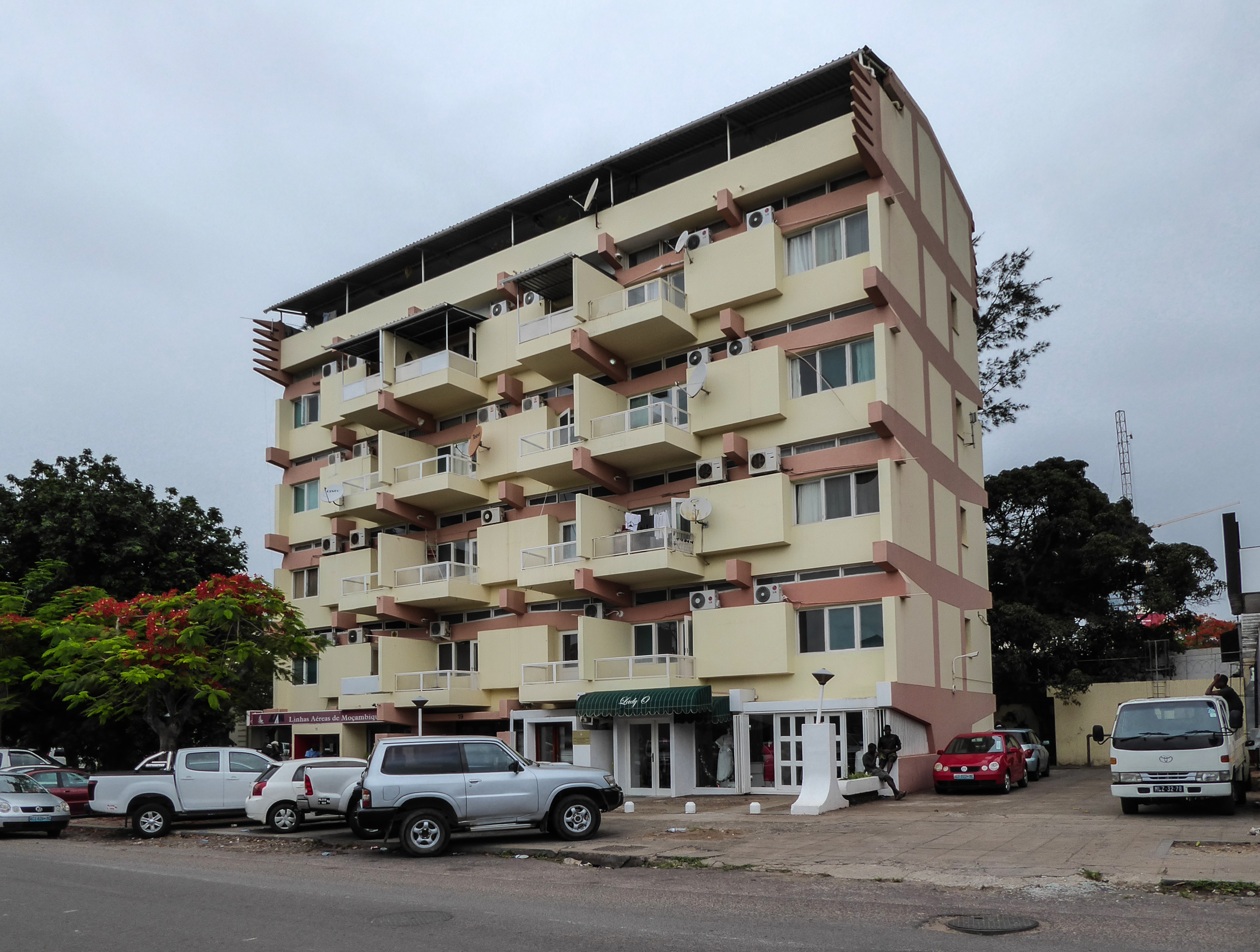
Das Edificio Prometheus befindet sich an der Kreuzung Avenida Julius Nyerere / Avenida Mao-Tsé Tung

Das Edifício Prometheus ist ein fünfstöckiges Wohngebäude in der mosambikanischen Hauptstadt Maputo. Das 1951–53 nach Plänen von Pancho Guedes entworfene Haus befindet sich an der Straßenecke Avenida Julius Nyerere / Avenida Mao-Tsé Tung. Es gehört zu den bekanntesten Bauwerken Guedes’ in Maputo und setzte in den 1950er Jahren einen Standard im Wohnungsbau in der Stadt.

## Geschichte
Pancho Guedes entwarf auf privaten Auftrag hin sein erstes größeres Wohngebäude zwischen 1951 und 1953 an der Kreuzung der beiden großen innerstädtischen Straßen Avenida Massano de Amorim (heute Avenida Mao-Tsé Tung) und Avenida António Enes (heute Avenida Julius Nyerere). Guedes gab dem Bauwerk den Titel „Prometheus“ nach dem gleichnamigen griechischen Helden.

### Aufbau

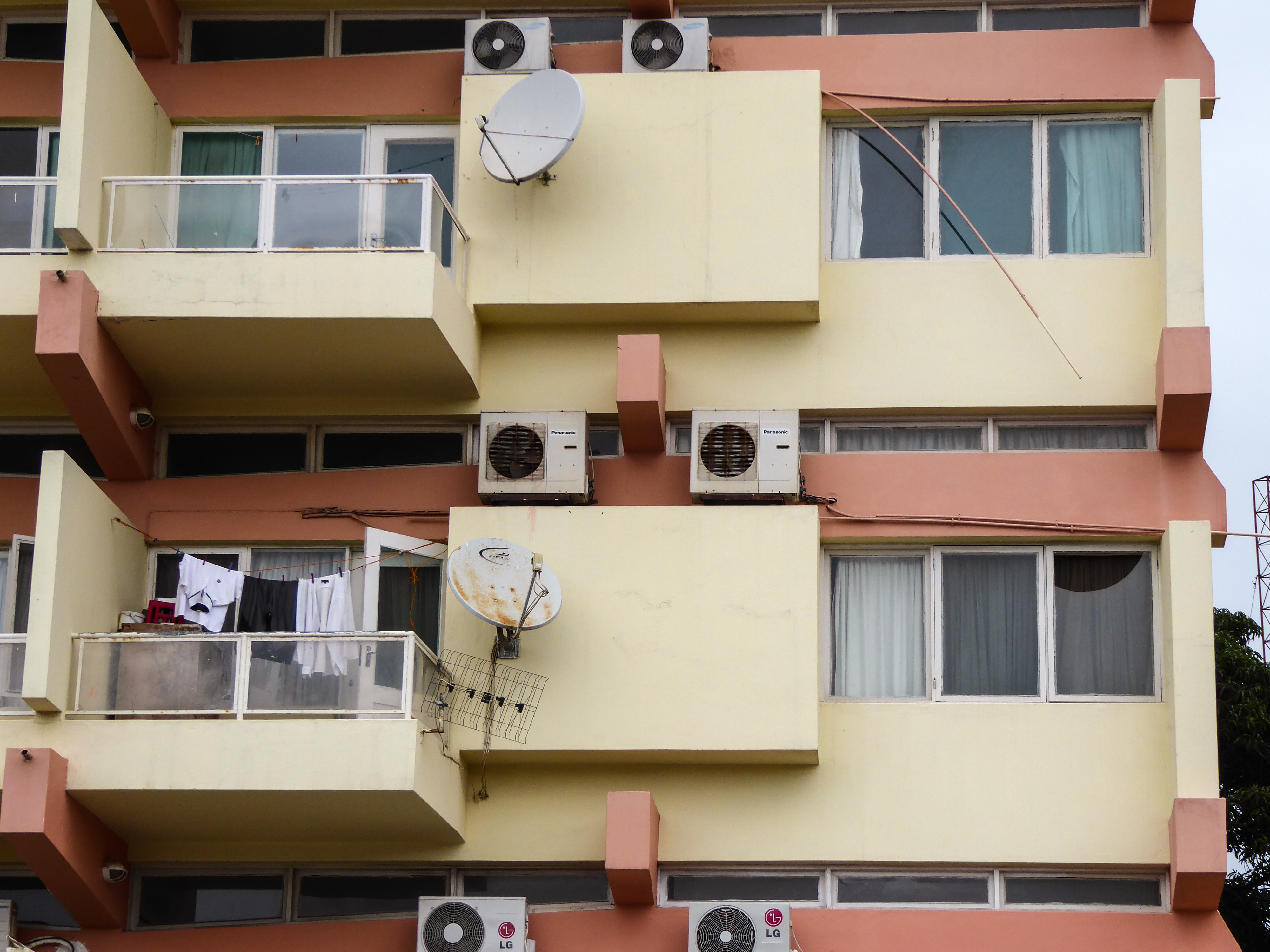
Im gesamten Haus gibt es vier Ein-Zimmer- und acht Zwei-Zimmer-Wohnungen; alle verfügen über einen Balkon.

Das Gebäude verfügte ursprünglich über vier bewohnte Stockwerke sowie ein fünftes „Dienststockwerk“, wo sich unter anderem Abstellräume und Waschvorrichtungen befanden. Das Erdgeschoss war anfangs frei stehend, sodass dessen Fläche als Parkplatz genutzt werden konnte. Die Zugänge zum Haus befinden sich bis heute auf der Seite zur Avenida Mao-Tsé Tung. Es gibt einen Zugang für die Hausbewohner, einen Dienstbotenzugang sowie einen Fahrstuhl. Die Treppen befinden sich an der Rückseite des Gebäudes.
Im gesamten Gebäude gibt es nur Ein- und Zwei-Zimmer-Wohnungen. Alle Etagenflächen sind gleichartig gegliedert und verfügen jeweils über eine Ein-Zimmer-Wohnung (32 Quadratmeter groß) und zwei Zwei-Zimmer-Wohnungen (56 Quadratmeter groß), sprich insgesamt zwölf Wohnungen. Die Ein-Zimmer-Wohnungen befinden sich im Zentrum des Stockwerkes, die Zwei-Zimmer-Wohnungen jeweils an den Flügeln des Gebäudes. Alle Wohnungen sind in Richtung Nordosten zur Avenida Mao-Tsé Tung ausgerichtet und haben daher mehrere Stunden am Tag direktes Sonnenlicht. Die Wohnungen sind so aufgebaut, dass die Hauptzimmer demnach das meiste Sonnenlicht erhalten. In den Zwei-Zimmer-Wohnungen gibt es zusätzlich ein kleines Zimmer in Richtung Südwesten. Damit auch diese eine gute Ausleuchtung haben, gab Guedes diesen jeweils ein Seitenfenster.
Wie die meisten Gebäude der damaligen Zeit ist es praktisch komplett aus Beton errichtet worden. Sieben massive Träger – die in der Seitensicht nach eigenen Worten des Architekten wie Wesen mit vielen kleinen „Ärmchen“ aussehen – tragen das gesamte Bauwerk.

### Stil

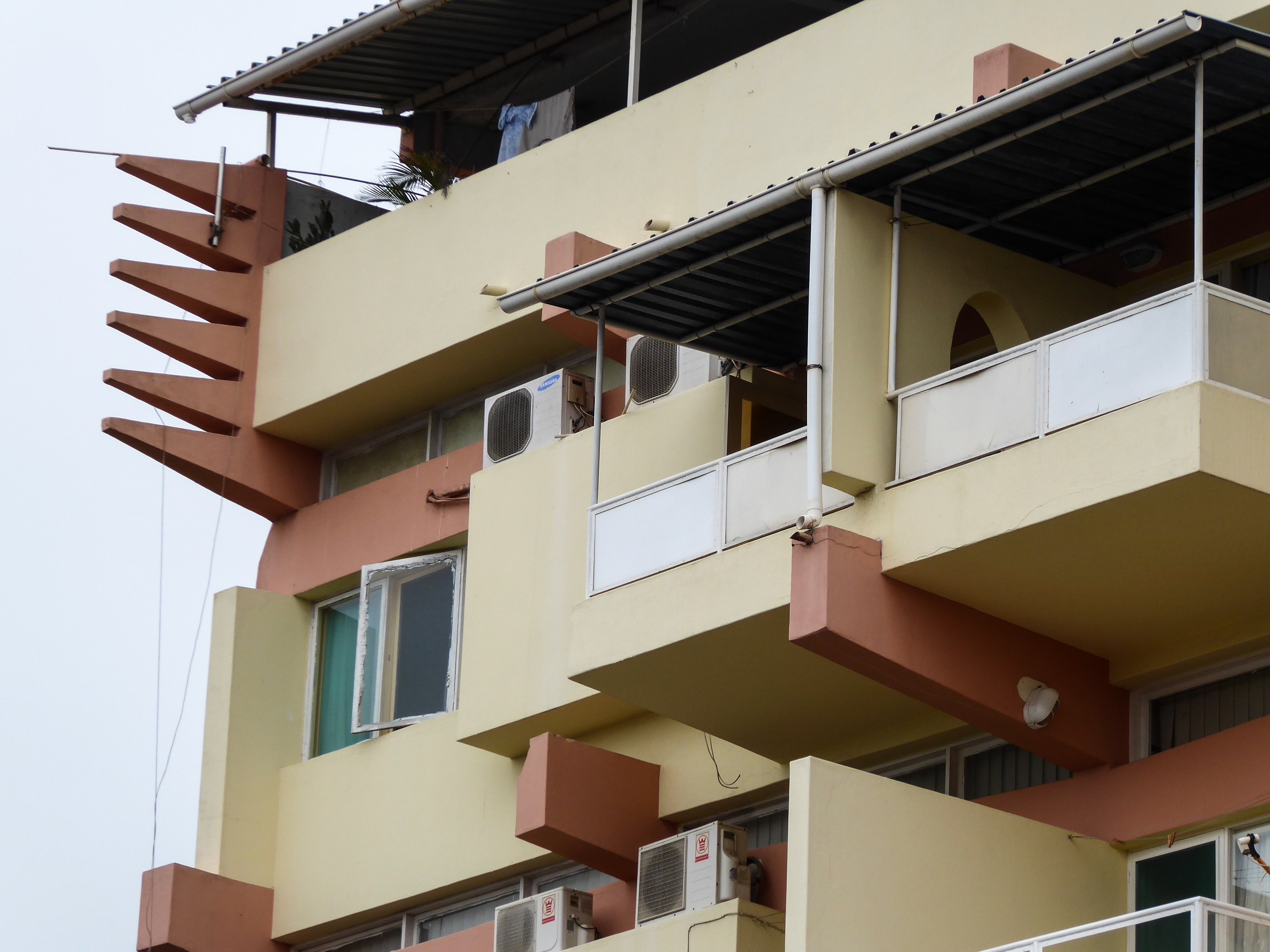
Das Haus verfügt über sehr typische Gestaltungselemente des Architekten Pancho Guedes; im Bild unter anderem der sechs-zackige „Zahn“.

Das Edifício Prometheus gehört zum sog. Stilgoguedes von Pancho Guedes, eine Phase seiner Schaffenszeit, die er selbst als „bizarr und fantastisch, mit Zacken und Zähnen, mit freischwebenden Balken, mit gewaltigen Wänden und verbauten Lichtern“ beschreibt. Guedes selbst behauptet das Gebäude sei die erste fehlerhafte Interpretation einer Statuen-Zeichnungen von Picassos aus dem Jahr 1928. In jedem Falle kann das Gebäude klar als modernistisch bezeichnet werden, Guedes benutzte beim Planen des Hauses modernistische Bauelemente, wie beispielsweise „Aufständern“ auf Trägern.
Wie auch bei anderen Werken von Pancho Guedes, finden sich dekorative Elemente an der Gebäudefassade. Am obersten Geschoss befinden sich auf jeder Seite ein sechs-zahnige Elemente, die beispielsweise bei dem etwas später errichteten Bloco Habitacional O Leão Que Ri erneut auftreten. Zudem sind alle Balkons des Gebäudes von frei schwebend wirkenden Balken eingerahmt. Insgesamt, so schreibt Miguel Santiago, verleihen die massiven Träger und die Fassadengestaltung dem Bauwerk eine sehr klare geometrische, gefasste Form. Guedes wiederum bekannte sich in seinem Schriftwerk Vitruvius Mozambicanus dazu, dass das Haus im Dachgeschoss zu wuchtig sei und so das Gesamtwerk unausgeglichen wirke. Er selbst bezeichnete es im Nachhinein als einen „seltsamen Wohnblock“.

### Veränderungen
Bereits wenige Jahre nach der Bauzeit, etwa in den 1960er Jahren, wurde das Erdgeschoss zugebaut und der Parkplatz verschwand unterhalb des ersten Stockwerkes. Zunächst zog dort eine Bankfiliale ein. Im Laufe der Zeit, vermutlich nach 1990, wurde das oberste Stockwerk ausgebaut, fester überdacht und mit Wohnungen versehen. Ebenfalls erhielten die Wohnungen in den 2000er Jahren – wie damals üblich – Klimaanlagen.
Das Gebäude steht nicht unter Denkmalschutz, ist jedoch in der portugiesischen Denkmaldatenbank Sistema de Informação para o Património Arquitectónico, die auch Werke ehemaliger portugiesischer Kolonien umfasst, unter der Nummer 31715 gelistet.